# Breithorn
För andra betydelser, se Breithorn (olika betydelser).
Breithorn är ett berg i Alperna på gränsen mellan Schweiz och Italien med tre toppar och en höjd på 4 165 meter över havet (Breithorn Occidentale). De andra två topparna är Breithorn Centrale (4 159 m.ö.h.) och Breithorn Orientale (4 139 m.ö.h.). Breithorn anses vara lättbestiget vilket beror på Klein Matterhorns kabinbana, som tar bergsbestigarna upp till 3 870 meters höjd. Den vanligaste vägen upp därifrån fortsätter över en glaciär innan toppen bestigs via en snösluttning med 35 graders lutning.
Breithorn bestegs första gången 1813 av Henry Maynard, Joseph-Marie Couttet, Jean Gras, Jean-Baptiste Erin och Jean-Jacques Erin.
- Wikimedia Commons har media som rör Breithorn.